# Uncial 0101

Uncial 0101 (numeração de Gregory-Aland), ε 48 (von Soden), é um manuscrito uncial grego do Novo Testamento, datado pela paleografia para o século VIII.

## Descoberta
Codex contém o texto do Evangelho segundo João (1,29-32) em 1 folha de pergaminho (11 x 9 cm). O texto está escrito com uma coluna por página, contendo 14 linhas cada.
O texto grego desse códice é um representante do Texto-tipo Alexandrino. Kurt Aland colocou-o na Categoria II.
Actualmente acha-se no Biblioteca Nacional Austríaca (Pap. G. 39780) em Viena.

## Texto
| recto ΤΗΕΠ[αυρι]ΟΝΒΛΕ ΠΕΙΤΟΝΙΝΕΡΧΟ ΜΕΝΟΝΠΡΟΣΑΥΤΟ ΚΑΙΛΕΓΕΙ ΔΕΟΑΜΝΟΣΤΟΥΘΥ ΕΝΤ[ωυδατ]ΙΒΑΠΤΙΖΩ ΟΑΙΡΩΝΤΠΝΑΜΑΡ | verso ΚΑΓΩ[ουκ η]ΔΕΙΝΑΥ ΤΟΝΑΛΛΙΝΑΦΑΝΕ ΡΩΘΗΤΩΙΣΛΔΙΑ ΤΟΥΤΟΗΛΘΟΝΕΓΩ ΚΑΙ[εμαρ]ΤΥΡΗΣΕ |

| recto ΤΙΑΝΤΟΥΚΟΣΜΟΥ ΟΥΤΟΣΕΣΤΙΝΠΕ ΡΙΟΥΕΓΩΕΙΠΟΝ ΟΠ | verso ΙΩΑΝΝΗΣΛΕΓΩΝ ΟΤΙΤΕΘΕΑΜΑΙΤΟΠΝΑ ΚΑΤΑΒΑΟΝΟΝΩΣΕΙ ΠΕΡ[ιστεραν.....] [.....]Ν |